# Jaylen Watson
Jaylen Watson (Augusta, Georgia, 17 de septiembre de 1998) es un jugador profesional estadounidense de fútbol americano que se desempeña en la posición de cornerback en Kansas City Chiefs, equipo de la National Football League (NFL).

## Carrera
Fue seleccionado en la séptima ronda en la Reunión Anual de Selección de Jugadores de la NFL de 2022. Hizo su debut profesional con el equipo Kansas City Chiefs, donde lleva jugando dos temporadas.